# Pyhäjärvi, Artsjö
Pyhäjärvi är en sjö i södra Finland. En större del av sjön ligger i Artsjö kommundel i Orimattila i Päijänne-Tavastland. Den sydligaste delen av sjön ligger i Lappträsk kommun i Nyland. Arean på sjön är 13 km², höjden är 39,8 m ö.h., maxdjupet är 68 m och den har det största medeldjupet (21,5 m) av sjöarna i Finland. Sjöarna Säyhtee och Villikalanjärvi, vilka ligger på samma nivå som Pyhäjärvi, avrinner till sjön. Sjön avrinner från Koskensuu i södra delen genom Forsby å till Pernåviken i Finska viken. Den  ingår i Forsby å huvudavrinningsområde. 
Namnet Pyhäjärvi betyder Heliga Sjön. Invid sjön söder om Artsjö kyrkby ligger kullen Linnanmäki. Den antas vara en gammal offerplats, därigenom namnet Pyhäjärvi.
Pyhäjärvis botten ligger 28 meter under havsytan, vilket är djupast av alla sjöar i Finland.

## Vattenkvalitet
Pyhäjärvi klassas som en mesotrof sjö. Sikten i sjön är normalt mellan 3 och 6 meter men försämras ibland till under 1 meter. Vattnet grumlas inte bara av humus utan även av lera. Tillflödesområdet kring sjön består till en stor del av åkermark. Därigenom rinner lerhaltigt slam kontinuerligt i sjön. Ett EU-projekt genomfördes mellan åren 1997 och 2000, för att minska på den inre och yttre belastningen på övergödningen samt på förekomsten av algblomning.

## Öar
- Kajakallio (en ö)
- Vitakari (en ö)
- Selkäsaari (en ö)
- Pukettisaari (en ö)